# 三溪乡 (缙云县)
三溪乡，是中华人民共和国浙江省丽水市缙云县下辖的一个乡镇级行政单位。

## 行政区划
三溪乡下辖以下地区：
厚仁村、三溪村、三溪源村和三溪山村。